# Tomos Williams
Tomos Geraint Williams (Treorchy, 1º gennaio 1995) è un rugbista internazionale per il Galles, che gioca come mediano di mischia nel Cardiff Rugby.

## Biografia
Williams iniziò a giocare con i Cardiff Rugby nel 2013. Fece tutta la trafila delle giovanili della nazionale gallese ed ebbe pure l'opportunità di giocare nel Galles VII. Durante la stagione 2016-17 cominciò a giocare più stabilmente nel suo club, e l'anno successivo fu uno dei protagonisti della vittoria nella finale di Challenge Cup contro il Gloucester, segnando una meta nella partita che terminò 31-10.
Nel giugno 2018 ricevette la sua prima convocazione nel Galles, debuttando in un test match contro il Sudafrica a Washington e segnando pure una meta nella partita che si concluse 22-20 per i gallesi. Fu selezionato dal C.T. Warren Gatland per disputare la Coppa del Mondo di rugby 2019 e segnò due mete contro Georgia e Uruguay durante la fase a gironi.

## Palmarès
- Challenge Cup: 1
Cardiff Blues: 2017-18